# Diyu

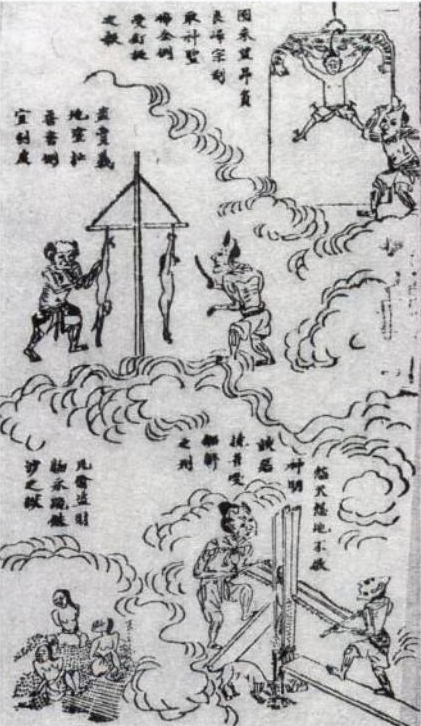
Ilustração do Yuli: Pecadores estão sendo torturados no sexto tribunal do inferno, com pregos de metal martelados no corpo, esfolados vivos, corpos sendo serrados ao meio, e tendo que se ajoelhar sobre pontas de metal.

Diyu (chinês simplificado: 地狱; chinês tradicional: 地狱; pinyin: Dìyù; Wade-Giles: Ti-yu, literalmente "prisão terra"; japonês: 地狱 Jigoku; coreano: 지옥 Jiok, literalmente: "inferno" ou "submundo"; sânscrito: नरक "Naraka") é o reino do "inferno" mortos ou na mitologia chinesa. É vagamente baseado em uma combinação do conceito budista de Naraca, crenças tradicionais chinesas sobre a vida após a morte e uma variedade de expansões popular e re-interpretações dessas duas tradições.